# 심상민
심상민(沈相旼, 1993년 5월 21일 ~ )는 대한민국의 축구 선수로 포지션은 왼쪽 풀백 / 오른쪽 풀백 / 오른쪽 측면 미드필더이며 K리그1의 울산 HD에서 현재 광주 FC로 임대되어 뛰고있다.

## 축구인 경력
심상민은 중앙대학교 시절 20세 이하 국가대표로 뛰면서 존재감을 알린 이후에 2014년 자유계약으로 FC 서울에 입단하였다.
2016년 7월, 서울 이랜드로 반 년 임대되었다. 9월 17일 열린 안산 무궁화와의 경기에서 이랜드 이적 후 첫 골을 넣었다.
2019 시즌을 앞두고 포항 스틸러스로 이적했다. 김기동 감독 체제 하에서 중용되며 여름 이후 주전 풀백으로 자리매김하였다.
2023 시즌 후 FA가 된 심상민은 상무로 입대한 조현택의 대체자를 찾고 있던 울산 HD로 이적하였다.

### 국가대표 경력
2013년 FIFA U-20 월드컵에 국가대표로 출전하여 8강에 올랐다.
2016년 6월 27일 발표된 리우 올림픽 출전 U-23 대표팀 최종 명단에 포함되었다.
브라질 리우데자네이루 올림픽 축구 국가대표로 출전하여 8강에 올랐다.